# 贝尔谢尔
贝尔谢尔（法語：Bercher）是瑞士联邦西部法语区的沃州下设的一个市镇。在行政上属于沃州格罗区管辖。贝尔谢尔的总面积为4.25平方公里。截至2007年，总人口为1,033。